# تانفي كيشور
تانفي كيشور (بالماراثية: तन्वी किशोर) (مواليد البحرين) هي ممثلة أفلام ماراثية بحرينية بارزة لأدائها في الفيلم الماراثي بهاتوكالي الذي كان من إخراج ساغار بالاري.

## روابط خارجية
- تانفي كيشور على موقع IMDb (الإنجليزية)